# Ottersleben
Ottersleben, Magdeburg-Ottersleben – dzielnica miasta Magdeburg w Niemczech, w kraju związkowym Saksonia-Anhalt. 